# Stadtarchiv Eppingen

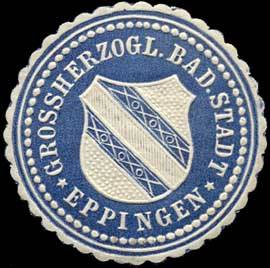
Siegelmarke der grossherzoglich-badischen Stadt Eppingen, zwischen 1850 und 1919

Das Stadtarchiv Eppingen verwahrt die amtliche kommunale Überlieferung der Stadt Eppingen im baden-württembergischen Landkreis Heilbronn und der eingemeindeten Orte Adelshofen, Elsenz, Kleingartach, Mühlbach, Richen und Rohrbach. Der Bestand umfasst circa 1200 laufende Meter.
Daneben werden weitere Dokumente zur Ortsgeschichte gesammelt: Nachlässe, Zeitungen, Zeitschriften, Videos, Fotos und Plakate. In der Archivbibliothek wird die Literatur zur Geschichte der Stadt und ihrer Ortsteile aufbewahrt.
Der Altbestand des Stadtarchivs ist seit den 1970er Jahren im ehemaligen, bis 1971 als Rathaus genutzten Schulgebäude in der Gemminger Straße 7 in Richen untergebracht.

## Beispiele wichtiger Archivalien
- 103 Urkunden, die älteste von 1303
- Gerichts- und Ratsprotokolle seit 1604
- Die Rechnungsbücher der Stadt Eppingen gehen bis ins 16. Jahrhundert zurück.
- Im Archiv sind die Einquartierungen und Requirierungen der napoleonischen Zeit durch Akten dokumentiert.
- Die Feuerversicherungsbücher sind ab dem Ende des 18. Jahrhunderts vorhanden, sie dokumentieren den Zustand der Gebäude und die Namen der Besitzer.